# Vincenzo Gonzaga

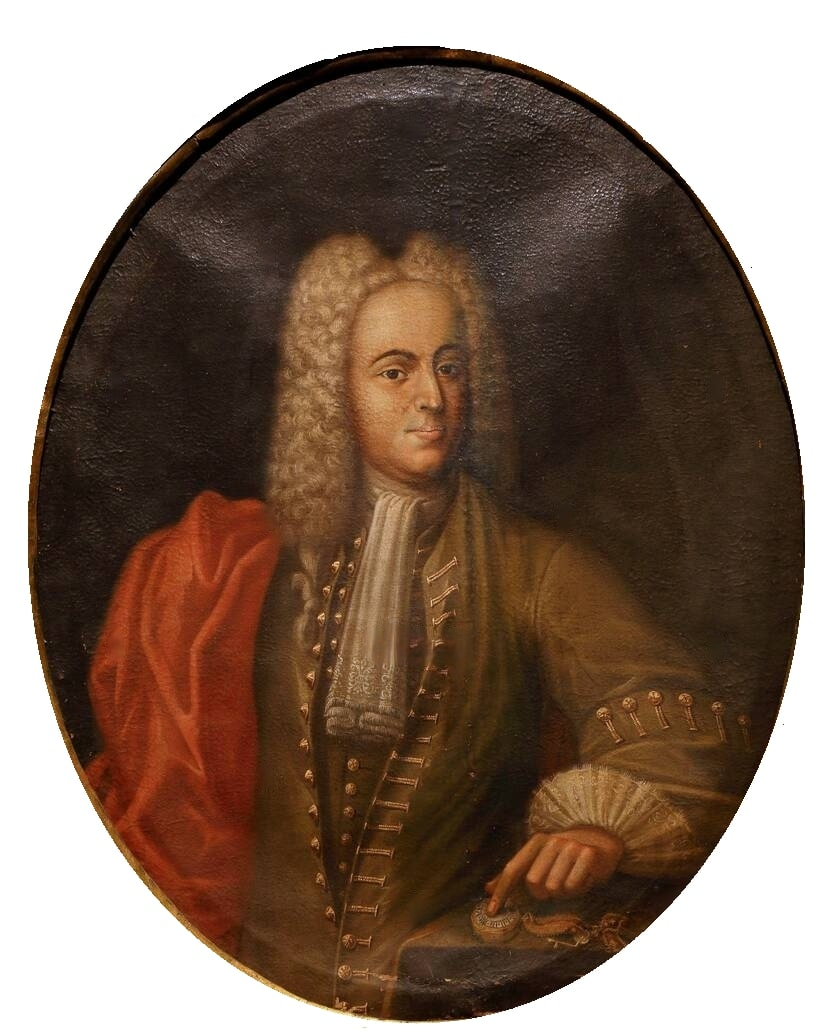
Vincenzo Gonzaga duca di Guastalla

Vincenzo Gonzaga (* 18. Mai 1634; † 27. April 1714 in Guastalla) war ein italienischer Fürst. Er war seit 1692 Herzog von Guastalla.
Er war der Sohn des Andrea Gonzaga, Graf von San Paolo, und der Enkel des Herzogs Ferrante II. Gonzaga von Guastalla. Seine erste Ehe mit Porzia Guidi di Bagno, der Tochter von Nicola Guidi 3. Marchese di Montebello und der Teodora Gonzaga, blieb kinderlos. Am 30. Juni 1679 heiratete er in zweiter Ehe Maria Vittoria Gonzaga, die jüngere Tochter seines Vetters, des Herzogs Ferrante III. Gonzaga von Guastalla. Als Ferrante III. 1678 ohne männliche Erben starb, wurde Guastalla der Zwangsverwaltung unterstellt, und erst 1692 an Vincenzo übergeben.
Vincenzo und Maria Vittoria hatten fünf Kinder:
- Maria Isabella Gonzaga (* 14. März 1680; † 2. Dezember 1726)
- Antonia Gonzaga (* 21. Juni 1682; † 28. Juni 1685)
- Eleonora Luisa Gonzaga (* 13. November 1686; † 16. März 1742) ⚭ 1709 Francesco Maria de’ Medici (* 12. November 1660; † 3. Februar 1711)
- Antonio Ferrante Gonzaga (* 9. Dezember 1687; † 16. April 1729) Herzog von Guastalla ab 1714

⚭ 1) Margherita Cesarini, ⚭ 2) 23. Februar 1727 Theodora von Hessen (* 6. Februar 1706; † 23. Januar 1784), Tochter des Landgrafen Philipp von Hessen-Darmstadt
- Giuseppe Gonzaga (* 20. März 1690; † 16. August 1746) Herzog von Guastalla ab 1729

⚭ 29. März 1731 Eleonore von Holstein (* 18. Februar 1715; † 18. April 1760), Tochter des Herzogs Leopold zu Wiesenburg
Vincenzo Gonzaga erbte 1707 nach dem Aussterben einer jüngeren Nebenlinie die Herrschaften Bozzolo und Pomponesco, 1710 die Herrschaft Sabbioneta.